# Аксаковщина
Акса́ковщина (бел. Аксакаўшчына) — деревня в Горанском сельсовете Минского района Минской области Белоруссии.

## География
Расположена в 30 километрах от Минска по трассе M6 Минск—Гродно. Окружена большими лесными массивами, хвойными и смешанными. На территории деревни есть озеро (водохранилище), образованное дамбой на реке Ислочь. Рыбы водоёма: лещ, окунь, плотва, щука.

## Население
По данным переписи населения 2009 года в деревне насчитывалось 780 жителей. В 2020 году в деревне проживало более 1000 человек, из них около 200 – дети и подростки и почти 200 человек — люди пенсионного возраста.

## История
Первое упоминание о деревне относится к 1600 году. Изначальное название деревни — Аксаковщизна (пол. Aksakowszczyzna) — говорит о влиянии польского языка. На протяжении веков название деревни менялось. В 1897 году Аксаковщина входила в Раковскую волость, до 1917 года входила в состав прихода местечка Раков.
В 1967 году близ деревни, рядом с местом слияния рек Ислочь и Черноручь, было начато строительство санатория «Аксаковщина» Четвёртого Главного управления Минздрава БССР на 225 мест, посёлка и объектов социальной инфраструктуры. Строительство завершилось в октябре 1975 года.
С 1 января 1989 года приказом Министерства здравоохранения БССР санаторий был перепрофилирован в  клинику НИИ радиационной медицины с целью создания необходимых условий для оздоровления пострадавших в результате аварии на Чернобыльской АЭС и проведения научных исследований, связанных с изучением медико-экологических аспектов аварии. В 2000 году клиника была переименована в государственное учреждение «Клиника научно-исследовательского клинического института радиационной медицины и эндокринологии».
В 1993–2003 годах при клинике работал центр социально-психологической реабилитации, созданный в рамках программы «Юнеско–Чернобыль». В нём были созданы возможности проведения досуга и для местного населения: работали кружки для детей, детская игровая комната и компьютерный класс, проводились вечера встреч и дискотеки для подростков.
Создание оздоровительно-медицинских учреждений способствовало развитию Аксаковщины. В 1997 году в деревне насчитывалось 750 жителей.
В 2003 году реабилитационный центр был расформирован. Это лишило жителей деревни возможностей организованного досуга.
В настоящее время на месте санатория и клиники работает ведущее в Республике Беларусь государственное учреждение восстановительной медицины — Республиканская клиническая больница медицинской реабилитации (улица Речная, 1).
В последние годы Аксаковщина приобрела популярность у минчан, желающих купить жильё в пригороде. Деревня уступает агрогородкам по инфраструктуре, но превосходит их с точки зрения экологии.

### Приход и церковь
В деревне ранее никогда не было своей церкви. Её строительству предшествовало создание местной церковной общины, чему помогло письмо общественной организации «Белорусский комитет “Дети Чернобыля”» от 21 ноября 2000 года на имя митрополита Минского и Слуцкого Филарета, Патриаршего Экзарха всея Беларуси, с просьбой о строительстве в Аксаковщине часовни. Для организации этого строительства владыка митрополит благословил создание в деревне православной общины.
17 февраля 2002 года Исполком Минской области зарегистрировал устав православного прихода в Аксаковщине, который был назван в честь иконы Божией Матери «Отрада и Утешение». 20 марта 2003 года совет Министров Республики Беларусь принял постановление о передаче в собственность православной общины Аксаковщины здания бывшей проходной республиканской клинической больницы «Аксаковщина» стоимостью 30 814,3 тысяч белорусских рублей. 5 июня 2003 года настоятелем прихода был назначен священник Александр Васюкевич. 21 июня того же года секретарь Минского Епархиального Управления священник Николай Коржич освятил крест при въезде в деревню.
Здание проходной было перестроено под церковь. Иконостас выполнен из фанеры, его ширина составляет 4 метра, высота — 2,8 метра. Богослужения совершаются по воскресным дням и двунадесятым праздникам. Хор составляют прихожане. Храм рассчитан на 50 человек.

## Транспорт
Транспортное сообщение между Аксаковщиной и Минском осуществляют пригородные автобусы и маршрутные такси. Остановка общественного транспорта находится непосредственно в деревне.

## Инфраструктура
В Аксаковщине имеется сравнительно развитая инфраструктура: проведены газопровод и водопровод, качественные подъездные дороги, есть продуктовый магазин и почтовое отделение. Население проживает как в частных, так и в многоквартирных домах. Работают ясли-детский сад. Другие объекты социальной инфраструктуры находятся недалеко от населённого пункта. Ближайшее отделение банка расположено в 3 км от деревни, в агрогородке Ракове.
В 2018–2019 годах в деревне была установлена станция обезжелезивания водопроводной воды.
На берегу запрудного озера оборудованы песчаные пляжи. Красивая природа обусловила создание в деревне нескольких агроусадеб, которые наряду с проживанием предлагают гостям такие развлечения, как экскурсии, рыбалка, лесные походы.
В самом населённом пункте к началу 2020 года состояние дорог было очень плохим, тротуары разрушены. 11 марта 2020 года 285 жителей Аксаковщины подписали коллективное обращение, содержащее описание удручающей ситуации с дорогами и общественным транспортом в деревне и требования устранить все имеющиеся недостатки в этой сфере, и направили её в Администрацию Президента, Министерство жилищно-коммунального хозяйства, Минский райисполком, Минский облисполком, ОАО «Миноблавтотранс», ГП «Миноблпассажиртранс», Минский районный Совет депутатов и ГО «ЖКХ Минской области». От ОАО «Миноблавтотранс» 13 марта был получен ответ, что данное обращение осталось без рассмотрения, поскольку не содержит вопросов, находящихся в его компетенции, и было рекомендовано обратиться в Минский райисполком и в КУП «Минскоблдорстрой».
В деревне нет ни спортивного комплекса, ни клуба, ни кафе. По состоянию на октябрь 2019 года не было освещения между домами.
С декабря 2015 года в Аксаковщине активно действует общественная команда, поставившая себе целью создание Центра сельского развития «Возможно всё» в рамках программы Biz4all «Инкубатор социального предпринимательства», финансируемой Европейским Союзом. Основными задачами этого центра являются формирование и улучшение сельской инфраструктуры, развитие предпринимательства и неформальное дополнительное образование местного населения.
В июле 2017 года инициативная группа получила одобрение проекта благоустройства спортивной площадки в Аксаковщине и финансовую поддержку в размере 5 100 долларов. Проект был представлен на конкурс мини-грантов, объявленный Фондом развития местных сообществ (CMDF). Площадку жители деревни стоили практически своими руками, так как денежные средства в бюджете были заложены только на закупку оборудования и ограждения. Так в деревне появились футбольное поле, волейбольная площадка, баскетбольный щит, теннисный стол, турники и брусья.